# Цай Цзэлинь
Цай Цзэли́нь (кит. упр. 蔡泽林, пиньинь Cài Zélín; род. 11 апреля 1991) — китайский легкоатлет, специализирующийся в спортивной ходьбе. Серебряный призёр Олимпийских игр 2016 года на дистанции 20 км. Двукратный обладатель Кубка мира по ходьбе в командном первенстве, дважды серебряный призёр в индивидуальном зачёте.

## Биография
С 2006 года начал серьёзно тренироваться в региональной спортивной школе. В юношеском возрасте страдал от анемии, но к 18 годам ему удалось вылечиться от этой болезни.
В 2010 году стал серебряным призёром в юниорском заходе на 10 километров на Кубке мира по ходьбе. Второе место занял и на чемпионате мира до 20 лет на дистанции 10 000 метров, уступив россиянину Валерию Филипчуку менее 1 секунды.
Участвовал в Олимпийских играх 2012 года, где финишировал 4-м с результатом 1:19.44.
Дважды становился серебряным призёром Кубка мира по ходьбе в ходьбе на 20 км. В 2014-м году в китайском Тайцане уступил украинцу Руслану Дмитренко, а спустя 2 года — соотечественнику Ван Чжэню. В командном зачёте становился победителем в 2012 и 2016 годах.
Завоевал серебряную медаль Олимпийских игр 2016 года: дистанцию 20 км Цай преодолел за 1:19.26.

## Основные результаты
| Год  | Турнир                             | Место проведения         | Дисциплина      | Место | Результат |
| ---- | ---------------------------------- | ------------------------ | --------------- | ----- | --------- |
| 2010 | Кубок мира по ходьбе среди юниоров | Чиуауа, Мексика          | ходьба 10 км    | 2-е   | 42.22     |
| 2010 | Чемпионат мира среди юниоров       | Монктон, Канада          | ходьба 10 000 м | 2-е   | 40.43,59  |
| 2011 | Универсиада                        | Шэньчжэнь, Китай         | ходьба 20 км    | 7-е   | 1:26.55   |
| 2012 | Кубок мира по ходьбе               | Саранск, Россия          | ходьба 20 км    | 32-е  | 1:24.09   |
| 2012 | Олимпийские игры                   | Лондон, Великобритания   | ходьба 20 км    | 4-е   | 1:19.44   |
| 2013 | Чемпионат мира                     | Москва, Россия           | ходьба 20 км    | 26-е  | 1:25.31   |
| 2014 | Кубок мира по ходьбе               | Тайцан, Китай            | ходьба 20 км    | 2-е   | 1:18.52   |
| 2014 | Азиатские игры                     | Инчхон, Южная Корея      | ходьба 20 км    | 4-е   | 1:22.56   |
| 2015 | Чемпионат мира                     | Пекин, Китай             | ходьба 20 км    | 5-е   | 1:20.42   |
| 2016 | Командный чемпионат мира по ходьбе | Рим, Италия              | ходьба 20 км    | 2-е   | 1:19.34   |
| 2016 | Олимпийские игры                   | Рио-де-Жанейро, Бразилия | ходьба 20 км    | 2-е   | 1:19.26   |
| 2018 | Командный чемпионат мира по ходьбе | Тайцан, Китай            | ходьба 20 км    | —     | DNF       |